# Alphonse Bouloux
Pour les articles homonymes, voir Bouloux.
Alphonse Bouloux, né le 30 septembre 1887 à Leignes (Vienne) et mort le 15 avril 1978 à Poitiers, est un homme politique et résistant français.

## Biographie
Issu d'une famille de petits agriculteurs, Alphonse Bouloux devient instituteur après être passé par l'école normale de Poitiers. D'abord en poste à Béruges, il exerce ensuite à Saint-Pierre-les-Églises, commune dont il est secrétaire de mairie à partir de 1911.
Ses premiers engagements sont pour le syndicalisme enseignant, alors illégal, et plus ou moins toléré selon les périodes. A la veille de sa mobilisation pour la Première guerre mondiale, il est secrétaire du syndicat départemental des instituteurs de la Vienne.
N'ayant pas été au combat du fait de son état de santé, il est finalement réformé en 1917. Revenu à la vie civile, il adhère au parti socialiste SFIO avec l'objectif de renforcer la minorité hostile à l'Union sacrée. Il aurait participé à la conférence de Zimmerwald, et lors du congrès de Tours, il fait le choix de la construction du Parti communiste.
En 1921, il est condamné à une amende pour être le dirigeant d'un syndicat illégal. Contraint à la dissolution le syndicat des instituteurs de la Vienne devient une section du syndicat de la Charente, et poursuit donc ses activités. L'année suivante, il entraîne sa section dans la CGTU, dont il dirige le syndicat départemental des enseignants pendant plusieurs années, avant de rejoindre le syndicat national des instituteurs au moment de la réunification entre la CGT et la CGTU.
Dans les années 1930, son action devient plus politique. Il accède à de nouvelles responsabilités au sein du parti communiste, notamment responsable de la propagande dans la Vienne, puis secrétaire régional, et se présente sans succès à diverses élections, notamment les cantonales de 1934, et les législatives de 1936 où il n'obtient que 3,9 % des voix dans la circonscription de Loudun.
Du fait de son activité politique, il est envoyé en résidence surveillée à Neussargues, dans le Cantal, en janvier 1940. C'est là que quelque temps plus tard, il s'engage dans la Résistance, au sein des FTP. En 1944, il participe activement à la reconstitution de la fédération communiste du Cantal, avant de revenir dans la Vienne à la fin de l'année.
Là, il prend la direction de la fédération communiste, fonction qu'il conserve jusqu'en 1944. Par la suite, il reste membre des instances fédérales du parti jusqu'en 1970.
Il est cependant dirigé vers l'action électorale. En 1945, il est élu conseiller municipal de Poitiers, constamment réélu jusqu'en 1945, puis mène la liste communiste pour l'élection de la première constituante, en octobre 1945. Elu député, il est réélu en juin et novembre 1946. A l'assemblée, il est membre de la commission de l'éducation nationale.
En décembre 1946, il quitte l'assemblée nationale pour entrer au Conseil de la République, mais n'est pas réélu en 1948. Menant de nouveau la liste communiste aux législatives de 1951, il fait les frais du système des apparentements, et ne retrouve pas son siège. Après un nouvel échec aux sénatoriales de 1952, il est réélu député en 1956.
Comme la quasi-totalité des sortants communistes, il n'est pas réélu en 1958, du fait du retour au scrutin majoritaire. En 1962 il tente de retrouver le Parlement, sans succès. Il n'a pas plus de chance aux cantonales de 1961.
À partir des années 1960, il s'occupe essentiellement de l'animation locale du Mouvement de la Paix. L'intervention soviétique en Tchécoslovaquie marque un tournant dans son engagement. De plus en plus critique avec la ligne du parti, tant pour ce qui concerne le soutien à l'URSS que l'union de la gauche, il n'y occupe plus de responsabilités.

## Détail des fonctions et des mandats
Mandat parlementaire
- 21 octobre 1945 - 23 décembre 1946 : député de la Vienne
- 8 décembre 1946 - 7 novembre 1948 : conseiller de la République de la Vienne
- 2 janvier 1956 - 8 décembre 1958 : député de la Vienne